# 大島村 (群馬県)
大島村（おおしまむら）は群馬県の南東部、邑楽郡に属していた村。

## 地理
- 河川：渡良瀬川

## 歴史
- 1889年（明治22年）4月1日 - 町村制施行により、大島村が成立する。
- 1954年（昭和29年）4月1日 - 周辺1町6村（館林町、郷谷村、赤羽村、六郷村、三野谷村、多々良村、渡瀬村）と合併し館林市となる。